# Fraser Stoddart
James Fraser Stoddart (24. května 1942, Edinburgh – 30. prosince 2024) byl skotský chemik, specializující se na vývoj molekulárních strojů. Za to roku 2016 získal Nobelovu cenu za chemii, spolu s Jean-Pierre Sauvagem a Benem Feringou.

## Život
Chemii vystudoval na Edinburské univerzitě, kde získal roku 1966 doktorát. Poté působil na královské univerzitě v Kingstonu v kanadském Ontariu a později se stal vědeckým pracovníkem na univerzitě v Sheffieldu. Od roku 1990 vedl katedru chemie na Birminghamské univerzitě. Od roku 1997 působí na Kalifornské univerzitě v Los Angeles.
Průlomový objev zveřejnil v roce 1991, kdy zkonstruoval na molekulární úrovni strukturu zvanou rotaxan, v níž je jedna molekula navlečená na jinou molekulu jako na osu, což byl základ pro konstrukci „molekulárních aut“. Objevil také novou metodu těžby zlata za pomoci kukuřičného škrobu, která by mohla nahradit hydrometalurgickou těžbu za použití kyanidů, jež má negativní dopady na životní prostředí.
V roce 2007 byl královnou Alžbětou II. uveden do šlechtického stavu. 